# Tripogon montanus
Tripogon montanus är en gräsart som beskrevs av Emilio Chiovenda. Tripogon montanus ingår i släktet Tripogon och familjen gräs. Inga underarter finns listade i Catalogue of Life.